# Necrópolis y Es Castellet de Cales Coves

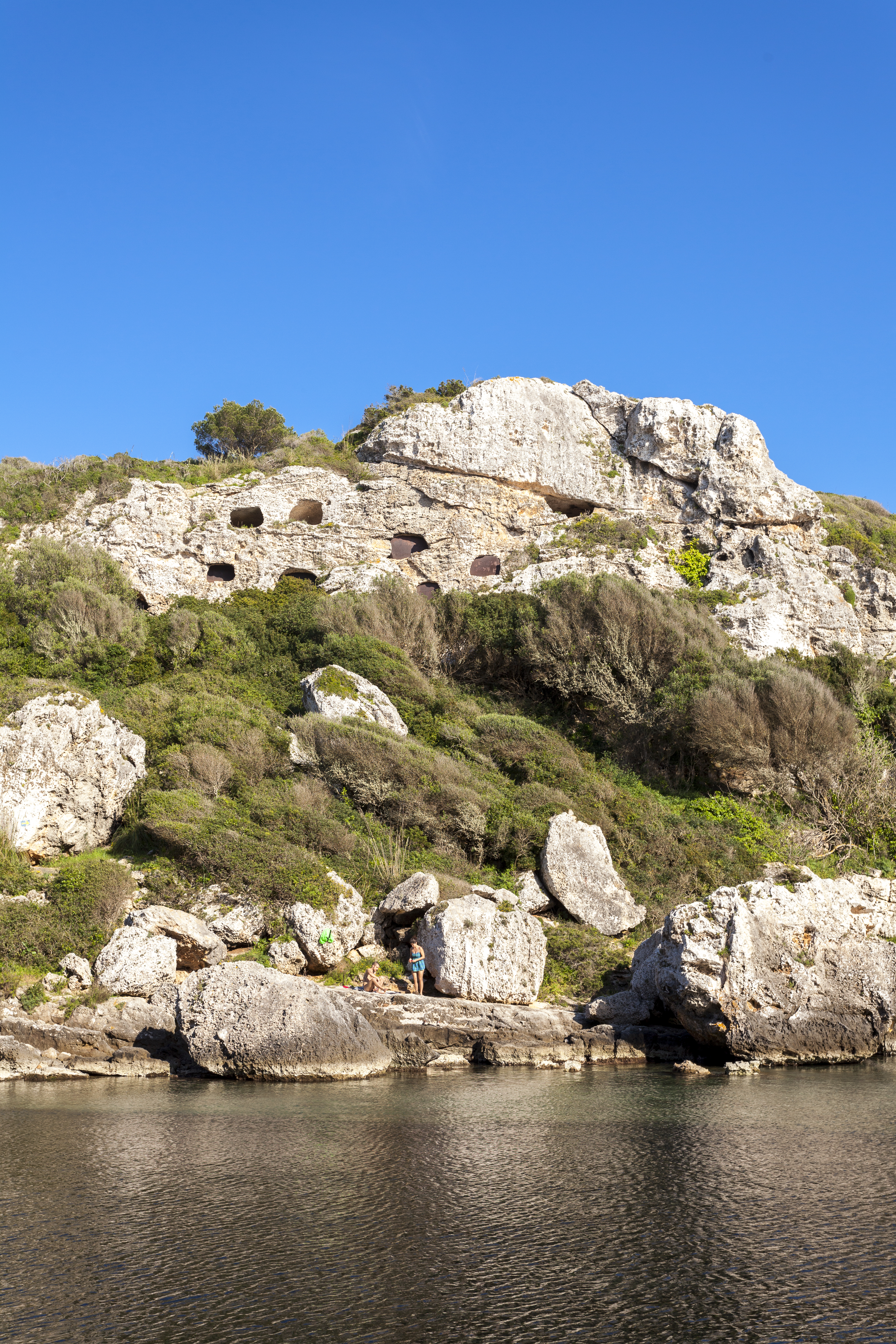
Conjunto de hipogeos de la necrópolis en los acantilados de Cales Coves

La Necrópolis y el Castellet de Cales Coves (Alayor - Menorca) se encuentran en una cala situada en la desembocadura de un barranco de la parte sur de Menorca. En su entorno se encuentran restos arqueológicos de épocas diversas. Las más conocidas son las cuevas que forman la necrópolis, pero también se puede observar una cueva que sirvió como lugar de culto en época romana. En el yacimiento hay también restos subacuáticos que evidencian el uso de la cala como embarcador entre finales de la época talayótica y el siglo II d. C. y un asentamiento fortificado, con un pozo excavado en la roca, de cronología desconocida.

## El asentamiento costero o Castellet
El asentamiento costero fortificado se encuentra situado en la punta que cierra la Cala de Sant Domingo, y conserva una muralla de 4 metros de ancho y unos 200 metros de largo, que cierra el cabo costero por el lado oeste. Dentro de esta fortificación hay un pozo excavado en la roca al que se puede bajar por una escalera de la que actualmente son visibles 45 escalones. La falta de excavaciones y de materiales cerámicos en superficie no permite establecer su cronología.

## La necrópolis y cuevas de otros usos
La necrópolis está formada por más de noventa cuevas de enterramiento, excavadas en los acantilados de la cala, y estuvo en uso durante casi toda la época talayótica. Se pueden observar, básicamente, tres tipos de cuevas, que son en todos los casos tumbas colectivas donde se iban depositando los difuntos de un grupo humano concreto:
- Cuevas naturales con cierre de construcción ciclópea. Son posiblemente las cuevas más antiguas de la necrópolis. Su uso se remontaría al 1100 aC, y se prolongaría hasta el 700 a. C.
- Cuevas artificiales de la Edad del Bronce. Se trata de hipogeos formados por una sola cámara de planta ovalada, con el techo bajo. Se suelen encontrar en las paredes rocosas, a una cierta altura. Al parecer, se utilizaron aproximadamente entre el 800 y el 600 a. C. Se han documentado objetos de bronce como pectorales, torques, cuernos de toro o puntas de lanza.
- Cuevas artificiales de la Edad del Hierro: Se trata de hipogeos de grandes dimensiones, con pilares y pilastras que compartimentan el espacio. La puerta suele ser rectangular, y presentan un patio exterior excavado en la roca. En general no se encuentran en lugares tan inaccesibles como las cuevas anteriores.[5] Se han documentado objetos de hierro como cuchillos, espadas o brazaletes; objetos de bronce como cadenas con colgantes, torques y brazaletes. También se han encontrado cuentas púnicas de pasta de vidrio procedentes de Ibiza. El uso ritual de la cala continuó después de la conquista romana.
- La Cova des Jurats, situada en el lado oeste, conserva un conjunto de inscripciones romanas. Esta cavidad natural ha sido interpretado como un santuario dedicado a la fundación de Roma, que estuvo en uso durante los siglos II y III d. C.[6][7]

## El embarcadero
El uso de Cales Coves como embarcadero a finales de época talayótica y en época romana está bien documentado a partir de los restos cerámicos que se han encontrado en el fondo de la cala. Cales Coves también pudo ser un lugar donde los barcos se detenían a proveerse de agua dulce, gracias a la fuente que brota en el fondo de la cala.

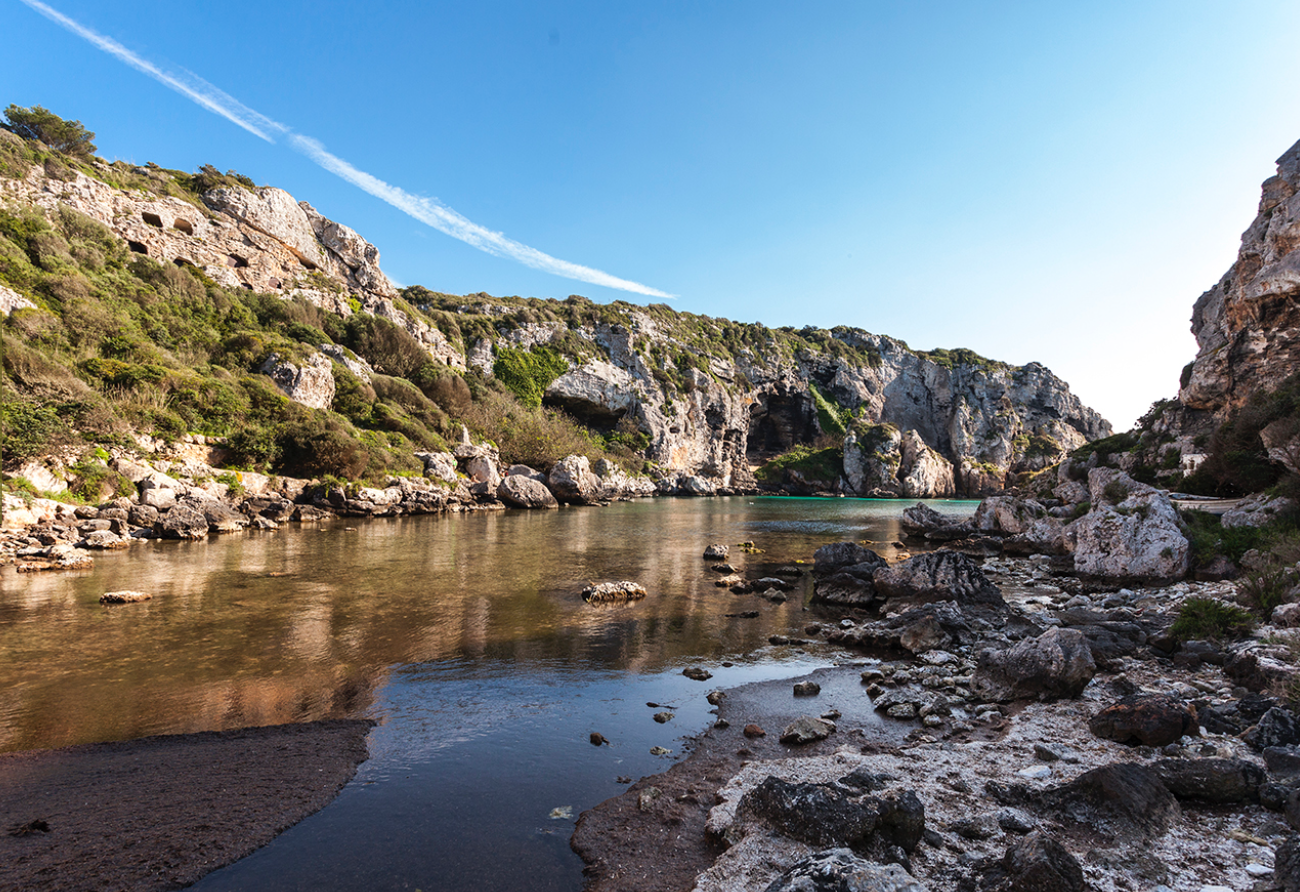
Embarcadero y necrópolis de Cales Coves

## Periodo cronológico
- Talayótico - bronce (1200-750 aC)
- Talayótico - hierro (750-123 aC)
- Romano altoimperial

## Intervenciones arqueológicas
La primera vez que la necrópolis fue excavada fue en los años setenta del siglo XX por Cristóbal Veny. Posteriormente, en 1993 el Servicio de Patrimonio del Consejo Insular de Menorca bajo la dirección de Simón Gornés y Joana Gual realizó una intervención de urgencia en el hipogeo XXI. También los años setenta se realizó una primera excavación del yacimiento subacuático de Cales Coves, dirigida por M. Belén y M. Fernández Miranda.
La llamada Cova des Jurats conserva un interesante conjunto de inscripciones romanas y ha sido objeto de estudio y excavación arqueológica entre los años 2010 y 2012 por M. Orfila, M. Mayer y G. Barata. Era un santuario dedicado a la fundación de Roma y estuvo en uso durante los siglos II-III d. C.
En el año 2000 el Servicio de Patrimonio del Consejo Insular de Menorca cerró alguna de las cuevas. Durante los años ochenta un grupo de personas se había instalado en el interior de algunos de los hipogeos prehistóricos, los había adaptado como viviendas y había modificado algunos. Al final se decidió cerrar la gran mayoría de cuevas y hipogeos con planchas de hierro para evitar nuevas ocupaciones, si bien se dejaron algunos abiertos para que pudieran acceder los visitantes del monumento. Actualmente esta situación ya se ha superado y los visitantes respetan los horarios de visita y la necrópolis.
La última intervención arqueológica fue durante el otoño de 2018 cuando se realizaron excavaciones subacuáticas organizadas por el Centro de Arqueología Subacuática de Cataluña con la colaboración de la Asociación de Amigos del Museo de Menorca.